# Hingstepeira
Hingstepeira is een geslacht van spinnen uit de  familie van de wielwebspinnen (Araneidae).

## Soorten
- Hingstepeira arnolisei Levi, 1995
- Hingstepeira dimona Levi, 1995
- Hingstepeira folisecens (Hingston, 1932)
- Hingstepeira isherton Levi, 1995